# Gosberton
Gosberton is een civil parish in het bestuurlijke gebied South Holland, in het Engelse graafschap Lincolnshire met 2958 inwoners.